# BCL2L11
BCL2L11 (англ. BCL2 like 11) – білок, який кодується однойменним геном, розташованим у людей на короткому плечі 2-ї хромосоми.  Довжина поліпептидного ланцюга білка становить 198 амінокислот, а молекулярна маса — 22 171.
| 10         |  | 20         |  | 30         |  | 40         |  | 50         |
| ---------- |  | ---------- |  | ---------- |  | ---------- |  | ---------- |
| MAKQPSDVSS |  | ECDREGRQLQ |  | PAERPPQLRP |  | GAPTSLQTEP |  | QGNPEGNHGG |
| EGDSCPHGSP |  | QGPLAPPASP |  | GPFATRSPLF |  | IFMRRSSLLS |  | RSSSGYFSFD |
| TDRSPAPMSC |  | DKSTQTPSPP |  | CQAFNHYLSA |  | MASMRQAEPA |  | DMRPEIWIAQ |
| ELRRIGDEFN |  | AYYARRVFLN |  | NYQAAEDHPR |  | MVILRLLRYI |  | VRLVWRMH   |

A: Аланін

C: Цистеїн

D: Аспарагінова кислота

E: Глутамінова кислота

F: Фенілаланін

G: Гліцин

H: Гістидин

I: Ізолейцин

K: Лізин

L: Лейцин

M: Метіонін

N: Аспарагін

P: Пролін

Q: Глутамін

R: Аргінін

S: Серин

T: Треонін

V: Валін

W: Триптофан

Кодований геном білок за функцією належить до фосфопротеїнів. 
Задіяний у таких біологічних процесах як апоптоз, альтернативний сплайсинг. 
Локалізований у мембрані, мітохондрії.